# Hermann Lipitsch

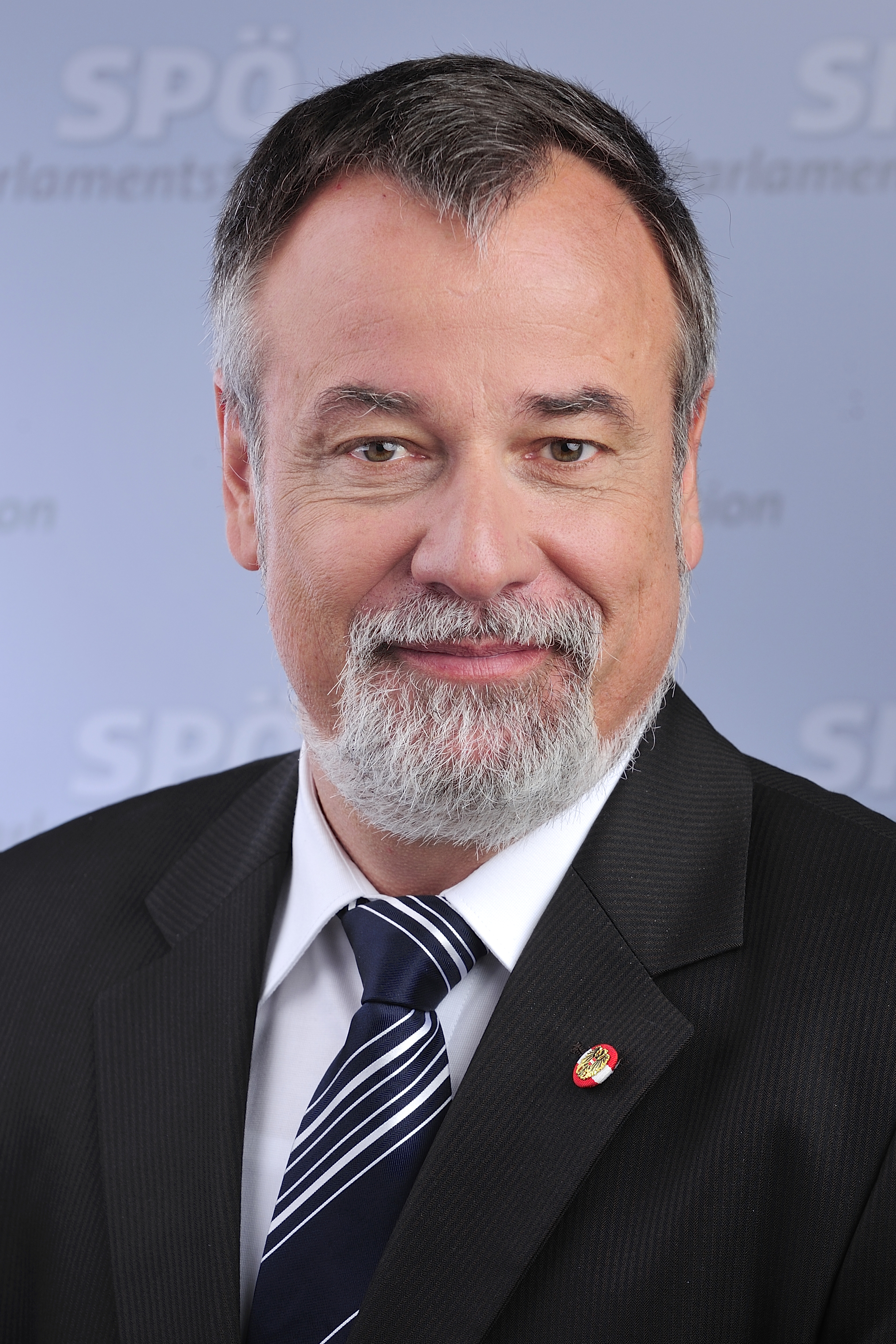
Hermann Lipitsch (2014)

Hermann Lipitsch (* 14. Juni 1960 in Villach) ist ein österreichischer Politiker (SPÖ), Gewerkschaftsfunktionär und ÖBB-Bediensteter. Lipitsch war von 2008 bis 2017 Abgeordneter zum österreichischen Nationalrat und von 2018 bis 2023 Abgeordneter zum Kärntner Landtag.

## Ausbildung und Beruf
Lipitsch besuchte die Volks- und Hauptschule und im Anschluss den polytechnischen Lehrgang. Er absolvierte danach eine Lehre als Kfz-Mechaniker und leistete den Präsenzdienst ab.
Lipitsch war von 1979 bis 1980 als Kfz-Mechaniker tätig und ist seit 1980 bei den Österreichischen Bundesbahnen beschäftigt. Er war zunächst bis Juli 1980 Ladearbeiter und Fahrverschubbediensteter und wurde danach Zugbegleiter. Daneben arbeitete Lipitsch einige Jahre Trainer in der Personalentwicklung der ÖBB Generaldirektion und ist seit 1997 freigestellter Betriebsrat.

## Politik
Lipitsch ist gewerkschaftlich stark engagiert. Er war von 1994 bis 1997 Obmann des Fachbereiches Zugbegleitdienst im Vertrauenspersonenausschuss und von 1997 bis November 2001 dienstfreigestellter Obmann des Vertrauenspersonenausschusses am Villacher Hauptbahnhof. Von 1997 bis Juli 2002 hatte er zudem die Funktion des Ortsgruppenobmanns der Gewerkschaft der Eisenbahner für Villach inne und war Mitglied der Zentralleitung. Darüber hinaus war er von 2001 bis Oktober 2003 Personalausschussmitglied der Region Süd für den Personen- und Güterverkehr. Am 1. Oktober 2003 übernahm Lipitsch den geschäftsführenden Landesvorsitz der Gewerkschaft der Eisenbahner Kärnten und wurde Regionsvorsitzender-Stellvertreter für Kärnten und Steiermark. Nach der Gründung der Gewerkschaft vida übernahm Lipitsch 2007 das Amt des Vorsitzenden.
Lipitsch ist Vorstandsmitglied in der Arbeiterkammer Kärnten und seit November 2003 deren Vizepräsident. Am 1. Juni 2008 übernahm er den Vorsitz der ÖGB-Landesorganisation Kärnten. Bei der Nationalratswahl 2008 kandidierte er im Landeswahlkreis Kärnten und zog über diesen in den Nationalrat ein. Er war für die SPÖ Abgeordneter zum Nationalrat (XXIV.–XXV. GP) im Zeitraum von 28. Oktober 2008 bis 8. November 2017. In dieser Legislaturperiode war er Obmannstellvertreter im Ausschuss für Petitionen und Bürgerinitiativen.
Er kandidierte bei Landtagswahl in Kärnten 2018  für die Sozialdemokratische Partei Österreichs für den Wahlkreis Villach und Bezirk Villach-Land und ist als deren Abgeordneter in den Landtag eingezogen.

## Auszeichnungen
- 2017: Großes Goldenes Ehrenzeichen für Verdienste um die Republik Österreich[1]
- 2022: Großes Goldenes Ehrenzeichen des Landes Kärnten[2]

## Privates
Lipitsch ist verheiratet und Vater zweier Kinder.